# Hardcore zachodniaha Paleśsia
Hardcore zachodniaha Paleśsia (pol. Hardcore zachodniego Polesia) – debiutancki album studyjny białoruskiego zespołu rockowego The Superbullz, wydany 18 maja 2017. Znalazło się na nim dwanaście utworów, w tym sześć wydanych wcześniej jako single. Płyta została zaprezentowana dzień później w mińskim klubie TNT.

## Lista utworów
| Nr  | Tytuł utworu                    | Długość |
| --- | ------------------------------- | ------- |
| 1.  | „Zubry”                         | 4:03    |
| 2.  | „Maci”                          | 3:25    |
| 3.  | „Usim bajacca treba”            | 3:09    |
| 4.  | „Lod”                           | 3:12    |
| 5.  | „Bulba in the Floor”            | 2:57    |
| 6.  | „Nie zabyvaju”                  | 4:56    |
| 7.  | „Get Back”                      | 3:07    |
| 8.  | „Monika”                        | 3:38    |
| 9.  | „Čaračka-škvaračka”             | 3:06    |
| 10. | „Back to da 90's”               | 2:50    |
| 11. | „Hardcore zachodniaha Paleśsia” | 3:21    |
| 12. | „Palicaj”                       | 2:29    |
|     |                                 | 40:13   |

## Twórcy
- Aleś-Franciszak Myszkiewicz – wokal
- Pawieł Trypuć – gitara
- Waler Dasiukiewicz – gitara basowa
- Pawieł Mamonau – perkusja
- Andrej Jakubczyk – trąbka
- Raman Jazukiewicz – puzon
- Siarhiej Padliwachin – perkusja (gościnnie)
- Dzmitryj Najdzianowicz – puzon (gościnnie)
- Pawieł Traciak – sitar (gościnnie), zapis
- Andrej Babrouka – zapis, mastering[4]